# Cristóbal Colón (F-105)
La Cristóbal Colón (F-105) es una fragata de la Armada Española perteneciente a la clase Álvaro de Bazán. Recibe su nombre en honor al almirante Cristóbal Colón, siendo el sexto buque de la Armada Española en portar dicho nombre.

## Diseño y construcción

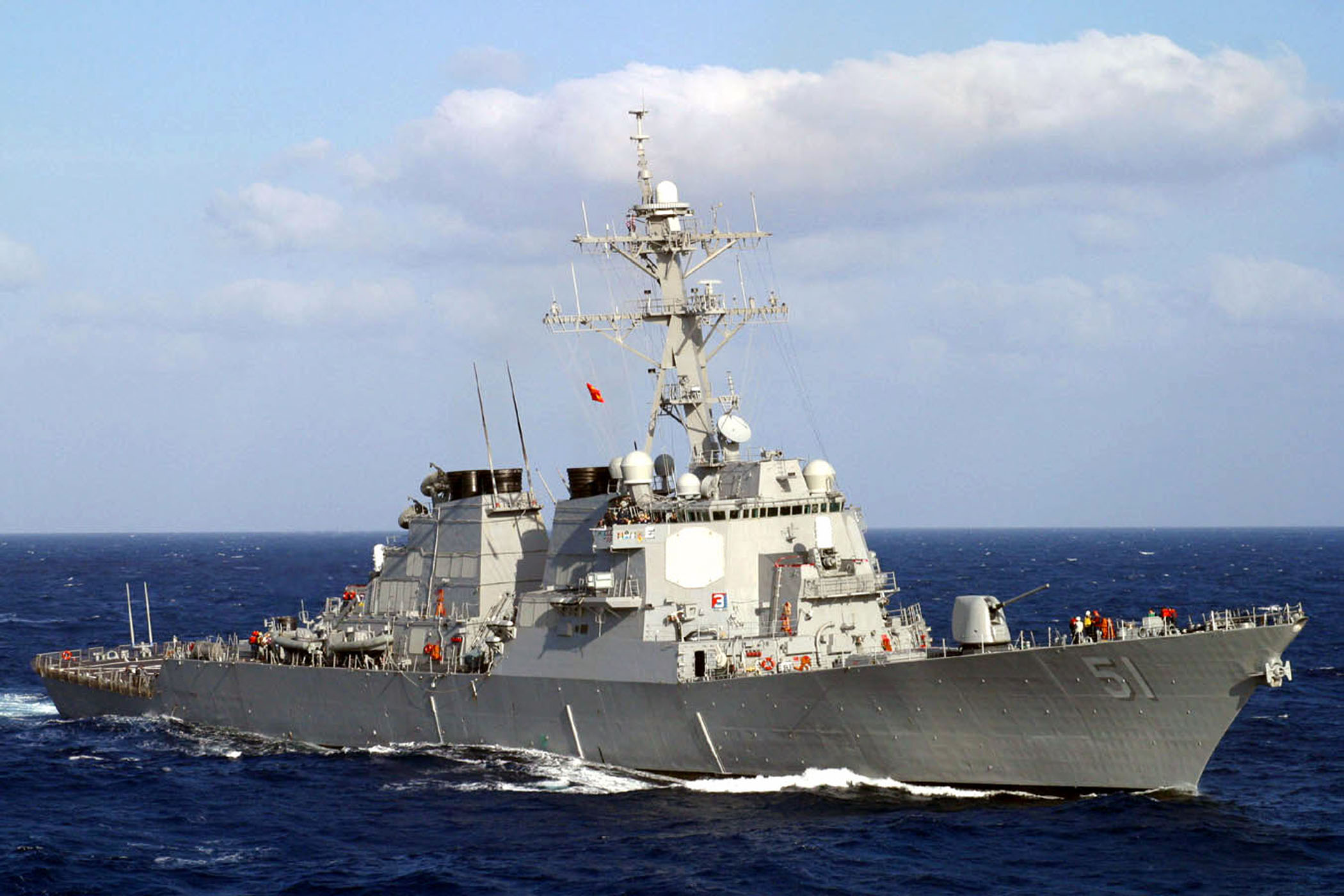
Un destructor estadounidense de la Clase Arleigh Burke, en la que se inspiran las fragatas españolas de la clase Álvaro de Bazán. En concreto este es el USS Arleigh Burke (DDG 51), fotografiado en 2003.

Al igual que las demás fragatas F-100 clase Álvaro de Bazán, son los primeros buques de guerra europeos que cuentan con el sistema de combate Aegis, de origen estadounidense, y un radar capaz de detectar aeronaves en un radio de 500 km, aunque el margen de detección se reducirá según el tamaño del objetivo y su altura. Tiene capacidad para detectar y seguir hasta 90 blancos móviles y dirigir los proyectiles antiaéreos y de superficie.
Son los primeros buques españoles con casco de protección balística de acero de alta resistencia. Completa su protección con motores montados sobre piezas elásticas, que no transmiten ruido al casco, por lo que son más difícilmente detectables por submarinos. Durante la fase de desarrollo, se puso especial énfasis en el diseño de las formas del buque con el objetivo de minimizar su "eco" de radar. Las F-100 están equipadas también con sistemas de contramedidas y guerra electrónica Indra Rigel, de diseño y fabricación española, y un sistema acústico antitorpedos AN/SLQ-25A Nixie.
Dispone de dos lanzadores cuádruples de misiles antibuque AGM-84 Harpoon; dos lanzadores dobles de torpedos Mk-46; un cañón tipo Mk-45 de cinco pulgadas con capacidad de disparo de 20 proyectiles por minuto y 23 km de alcance; y un lanzador vertical Mk-41 con 48 celdas; cuatro lanzachaff que emiten señuelos para confundir a los misiles enemigos, y un helicóptero SH-60B Seahawk, preparado para la lucha antisubmarina y antisuperficie.
Las capacidades de la fragata se verían colmadas con la instalación de un sónar remolcado TACTAS y la integración de los cohetes guiados ASROC en los VLS Mk41 para completar sus capacidades ASW. Para este fin, la fragata posee la correspondiente reserva de peso y espacio y se espera a disponer de fondos para su instalación.

### Mejoras respecto al resto de la clase
El diseño de la Cristóbal Colón contempla varias mejoras respecto al diseño original de la clase. Incorpora nuevos motores Bravo 16V que aumenta su velocidad máxima y un empujador de proa de 850 kW para operaciones en puerto. En el armamento y sistemas de combate, se añaden dos cañones Mk-38 de 25 mm para defensa cercana, un nuevo sistema de control de guerra electrónica y submarina, un radar Aries de vigilancia de superficie, mejoras en el radar SPY-1D y los sistemas de comunicaciones y Mando y Control. Además podrá operar con helicópteros NH 90 al ampliar el hangar y la cubierta de vuelo.

## Historial

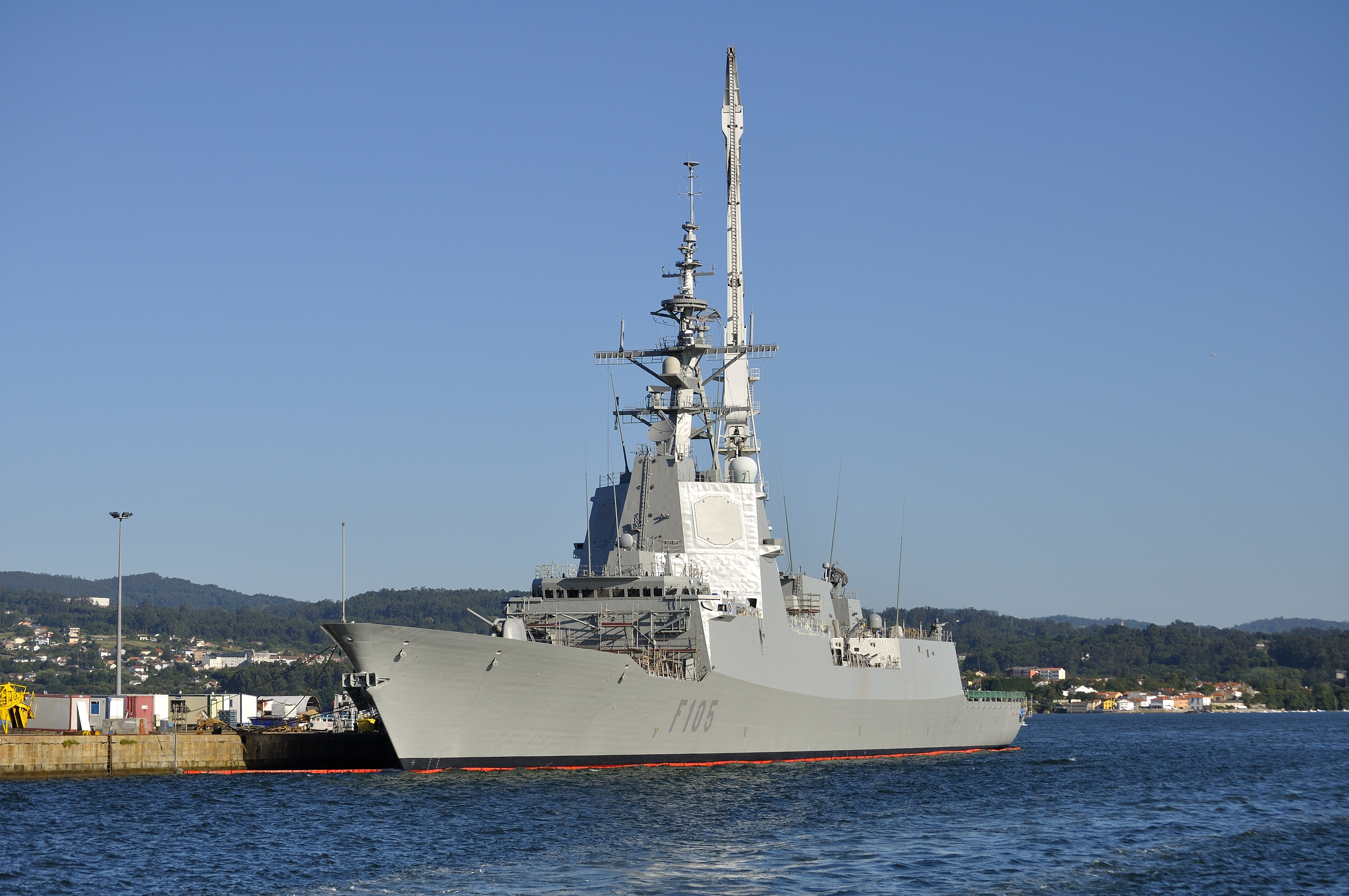
La fragata Cristóbal Colón (F-105) en el puerto de Ferrol en el año 2012.

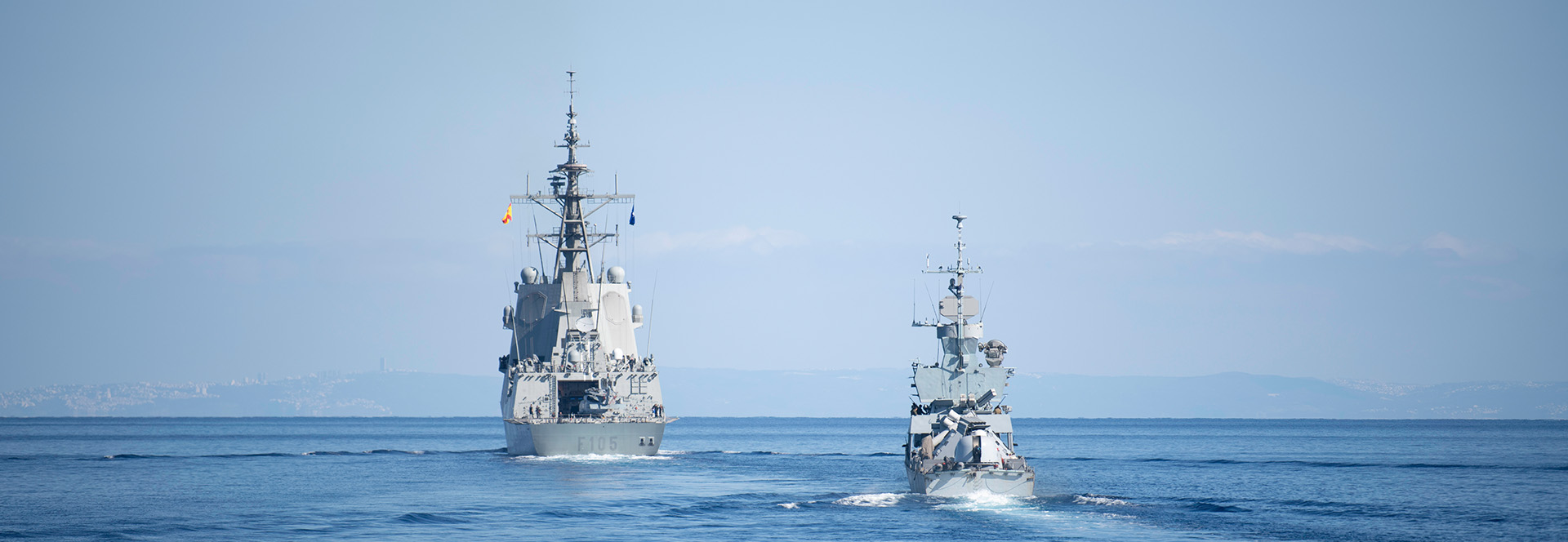
La fragata Cristóbal Colón como parte del Grupo Marítimo Permanente 2 de la OTAN navegando hacia el puerto de Haifa (Israel) en el año 2021.

Fue ordenada el 20 de mayo de 2005, se inició su construcción en los astilleros de Navantia en Ferrol, donde fue puesta en grada el 29 de junio de 2007, y donde fue botada el 4 de noviembre de 2010 amadrinada por la Infanta Margarita, acompañada de su marido Carlos Zurita. Inició sus pruebas de mar internas el 12 de marzo de 2012, las pruebas definitivas, que incluyeron a personal de la Armada comenzaron el 25 de junio de 2012 y fue entregada a la Armada el 23 de octubre de 2012.
El 9 de febrero de 2013 zarpó desde su base en Ferrol, en su primera navegación fuera de las aguas gallegas para poner rumbo a la base naval de Rota, a donde arribó el 11 de febrero, comenzando desde ese momento un proceso de inspección, certificación y adiestramiento aeronaval que finalizó el 15 del mismo mes, y en el que el día 14 de febrero, un Sikorsky SH3-D realizó el primer apontaje en su cubierta de vuelo.
El 24 de febrero de 2014, zarpó desde su base en Ferrol, para incorporarse a la operación Atalanta de lucha contra la piratería en aguas del Índico. Tras relevar a la Álvaro de Bazán en Yibuti, y mientras se encontraba en el puerto de esta ciudad africana, el 16 de marzo de 2014 se produjo un disparo accidental del cañón de 127 mm, cuyo proyectil cayó al mar tras sobrevolar un hotel y una mezquita, incidente que obligó a las autoridades diplomáticas españolas a pedir disculpas. El 26 y 27 de junio de 2014 dio escolta al crucero estadounidense USS Vella Gulf contra amenaza aérea convencional en su travesía por el Mediterráneo, ya que el buque de la Armada de los Estados Unidos estaba configurado con un sistema de combate para interceptar blancos balísticos fuera de la atmósfera terrestre.
El 11 de julio de 2014 regresó a su base en Ferrol, y se aprovechó su llegada, y el que los otros cuatro buques de la clase se encontraban en su base en Ferrol, para que por primera vez, las cinco fragatas de su clase realizaran ejercicios de adiestramiento conjunto como parte de la 31.ª Escuadrilla de Escoltas de la que forman parte.
A mediados de julio de 2016 certificó en Estados Unidos su sistema de combate en Norfolk junto al destructor estadounidense USS Arleigh Burke, después de lo que hizo escala en Halifax, Canadá para apoyar las opciones comerciales de Navantia en un concurso para la construcción de quince fragatas. Arribó a su base en Ferrol el 2 de agosto de 2016.
El 9 de enero de 2017 zarpó desde su base en Ferrol con destino a Australia donde tiene previsto permanecer hasta junio de 2017 para formar a las tripulaciones de los buques de la clase Hobart, que están basados en este buque, así como apoyar las opciones de Navantia en un nuevo concurso para la construcción de nueve fragatas. Está prevista una escala en Arabia Saudí los días 20 y 21 de enero en apoyo de un posible contrato para la venta de cinco corbetas a dicho país. El 20 y 21 de enero de 2017 realizó una escala en el puerto saudí de Yeda, donde recibió una delegación de la Real Armada Saudita.
En junio de 2019 participó en el ejercicio de la OTAN Baltops 19 en aguas del báltico junto con la fragata  Almirante Juan de Borbón, y el LHD  Juan Carlos I.
El 3 de noviembre de 2020 zarpó desde su base en Ferrol para a ejercer labores de buque de mando de la segunda agrupación naval permanente de la OTAN en aguas del mediterráneo, al frente de la que relevó a la Álvaro de Bazán. En el transcurso de este despliegue, participó en febrero de 2021 en el ejercicio multinacional de lucha antisubmarina Dynamic Manta 2021 con buques de superficie de Francia, Grecia, Italia, España, Bélgica, Estados Unidos y Turquía, entre los que se incluyen el portaaviones francés  Charles de Gaulle (R 91) con su grupo de combate,  y submarinos de Grecia, Italia, Turquía y Estados Unidos. A finales de mayo de 2021 participó como buque de mando en el ejercicio de defensa antimisil At Sea Demostration/Formidable Shield 2021 en aguas de Escocia en las que participaron quince buques de once países.

### Buques de la clase
- Álvaro de Bazán
- Almirante Juan de Borbón
- Blas de Lezo
- Méndez Núñez

### Buques similares
- Clase Fridtjof Nansen
- Clase Hobart

### Secuencias de designación
Clase Júpiter→Clase Pizarro→Clase Baleares→Clase Santa María→Clase Álvaro de Bazán→Clase F-110 (prevista)

### Listas relacionadas
Fragatas con motor de la Armada Española